# Loureedia annulipes
Espèce
Synonymes
- Eresus annulipes Lucas, 1857
- Eresus semicanus Simon, 1908

Loureedia annulipes est une espèce d'araignées aranéomorphes de la famille des Eresidae.

## Distribution
Cette espèce se rencontre en Israël, en Égypte et en Libye.

## Description
Le mâle holotype mesure 10 mm

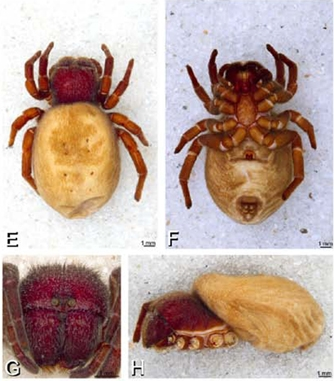
Loureedia annulipes ♀

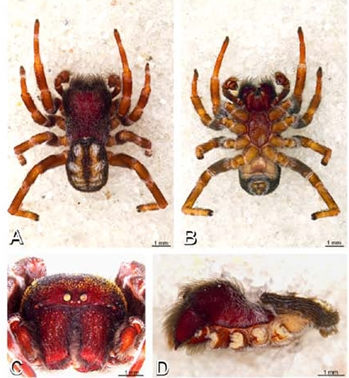
Loureedia annulipes ♂

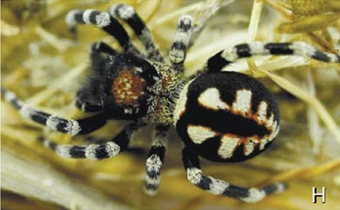
Loureedia annulipes ♂

Le mâle décrit par El-Hennawy en 2004 mesure 9,25 mm et la femelle 13,19 mm.
Le mâle décrit par Szűts et al. en 2023 mesure 8,01 mm.

## Systématique et taxinomie
Cette espèce a été décrite sous le protonyme Eresus annulipes par Lucas en 1857. Elle est placée dans le genre Stegodyphus par Kraus et Kraus en 1992 puis dans le genre Loureedia par Miller, Griswold, Scharff, Rezác, Szüts et Marhabaie en 2012.
Eresus semicanus et Eresus jerbae. ont été placées en synonymie par Miller, Griswold, Scharff, Rezác, Szüts et Marhabaie en 2012. Eresus jerbae est relevée de synonymie par Szűts, Szabó, Zamani, Forman, Miller, Oger, Fabregat, Kovács et Gál en 2023.

## Publication originale
- Lucas, 1857 : « Arachnides. » Expédition dans les parties centrales de l'Amérique du Sud, Paris, vol. 3, no 7, p. 14-23.